# Himmelknald
Himmelknald er en dansk kortfilm fra 2020 instrueret af Andrea Stief.

## Handling
Jonas vågner op ved siden af en smuk pige. Hun siger, at Jonas er verdens frelser, at hun er hans engel, og at hun vil gøre alt for at hjælpe ham. Han beder om et blowjob, men det er det eneste hun ikke må – og så kan det jo være lige meget, synes Jonas. Englen prøver ihærdigt at overbevise Jonas om, at verden har brug for frelse, og at opgaven er simpel: han skal bare ud og smile til verden. Efter mange mislykkede forsøg på overtalelse, giver englen op, og giver Jonas et blowjob. Men efterfælgende har englen mistet sine evner. Til gengæld er hun nu fri fra Jonas, og er ikke længere afhængig af ham. Hun kan tage sagen i egen hånd, og selv bevæge sig ud for at redde verden.

## Medvirkende
- Nikolaj Groth, Jonas
- Carla Philip Røder, Engel
- Coco Hjardemaal, Pige på bar
- Tue Heiberg, Ven på bar
- Vitus Roar Müller, Ven på bar
- Miriam Majcherek, Smilende dame på gaden
- Jan E. Sørensen, Smilende mand på gaden